# Landschaftsschutzgebiet Stark strukturierte Feldflur nördlich von Enkhausen
Das Landschaftsschutzgebiet Stark strukturierte Feldflur nördlich von Enkhausen mit 36,3 ha Flächengröße liegt im Stadtgebiet von Sundern im Hochsauerlandkreis. Es wurde 1993 mit dem Landschaftsplan Sundern durch den Kreistag des Hochsauerlandkreises als Landschaftsschutzgebiet (LSG) mit 48,96 ha Flächengröße ausgewiesen. Bei der Neuaufstellung des Landschaftsplanes Sundern wurde es als Landschaftsschutzgebiet vom Typ B – Ortsrandlagen, Landschaftscharakter erneut ausgewiesen und deutlich verkleinert.

## Beschreibung
Das LSG liegt nördlich von Enkhausen und grenzt im Süden direkt an den Siedlungsrand. Es gehört zum Naturpark Sauerland-Rothaargebirge und LSG umfasst Grünland sowie Acker. Entlang der Wirtschaftswege und entlang der an die Festsetzung grenzenden Waldränder ist es auffällig durch Hecken und gestufte Laubholz-Waldränder gekammert und begrenzt.

## Schutzzweck
Die Ausweisung erfolgte u. a. zur Sicherung der Vielfalt und Eigenart der Landschaft im Nahbereich der Ortslage sowie in alten landwirtschaftlichen Vorranggebieten insbesondere durch deren Offenhaltung; Erhaltung der Leistungsfähigkeit des Naturhaushalts hinsichtlich seines Artenspektrums und der Nutzungsfähigkeit der Naturgüter.
Der Landschaftsplan führt als speziellen Schutzzweck auf: „Die Festsetzung dient neben dem Schutz der Freiflächen ausdrücklich auch dem Erhalt der Laubholzstrukturen und ihrer Säume.“

## Rechtliche Vorschriften
Wie in den anderen Landschaftsschutzgebieten vom Typ B im Stadtgebiet besteht im LSG ein Verbot, Bauwerke zu errichten. Vom Verbot ausgenommen sind Bauvorhaben für Gartenbaubetriebe, Land- und Forstwirtschaft. Die Untere Naturschutzbehörde kann Ausnahme-Genehmigungen für Bauten aller Art erteilen. Wie in den anderen Landschaftsschutzgebieten vom Typ B in Sundern besteht im LSG ein Verbot der Erstaufforstung und Weihnachtsbaum-, Schmuckreisig- und Baumschul-Kulturen anzulegen.
Wie für alle Landschaftsschutzgebiete vom Typ B im Landschaftsplangebiet wurde das Gebot erlassen das Gebiet durch landwirtschaftlichen Nutzung oder durch geeignete Pflegemaßnahmen von Bewaldung freizuhalten.